# 17 Pułk Lotnictwa Łącznikowego

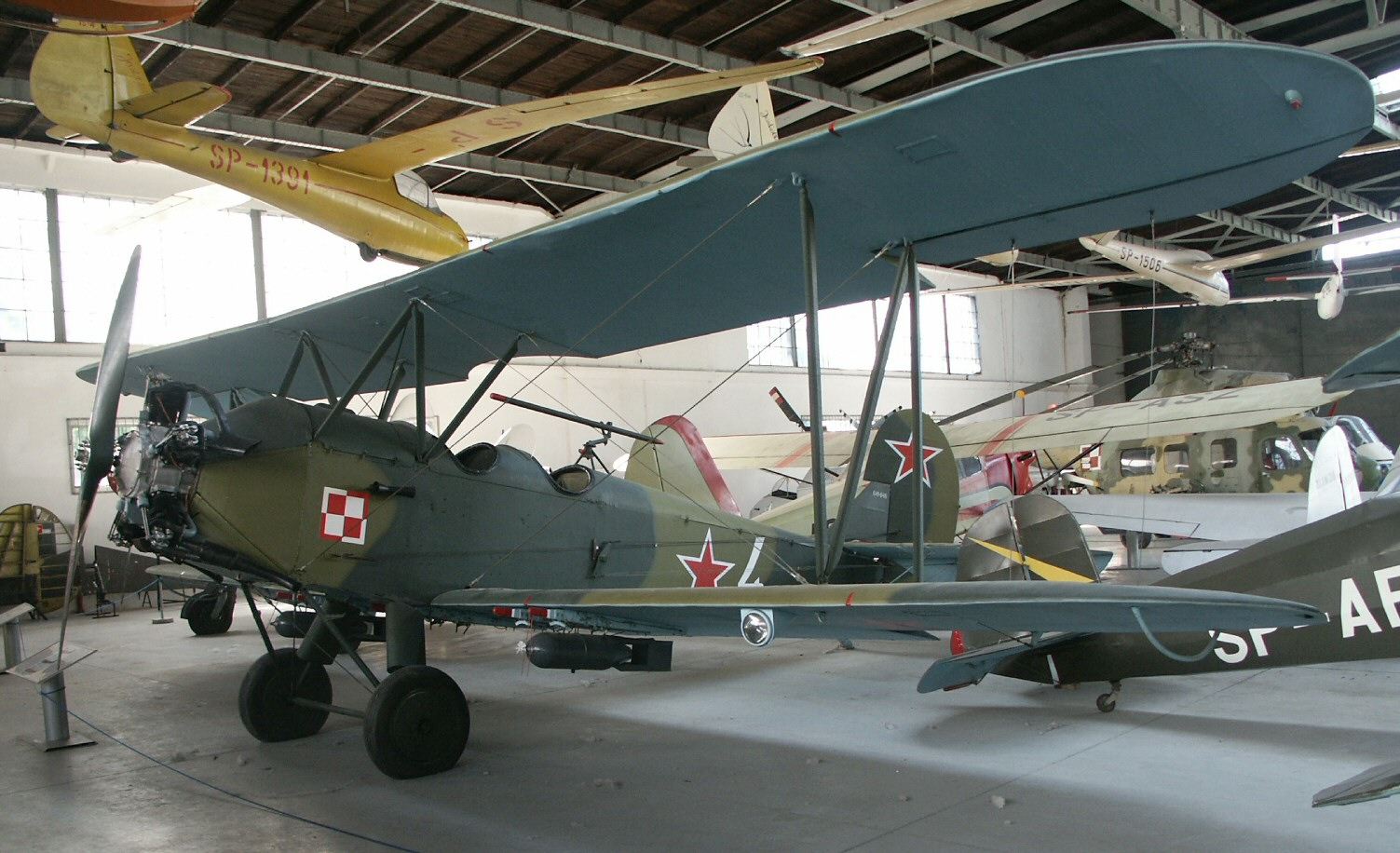
Po-2

17 Pułk Lotnictwa Łącznikowego (17 plł) – oddział lotnictwa łącznikowego ludowego Wojska Polskiego.

## Formowanie i zmiany organizacyjne
Na podstawie rozkazu Nr 91 Naczelnego Dowódcy Wojska Polskiego z dnia 31 października 1944 roku w skład Lotnictwa Frontu WP włączono radziecki 233 Lotniczy Pułk Łączności (ros. 233-й авиаполк связи), który został przemianowany na 17 Pułk Lotnictwa Łącznikowego.
Jednostka została zorganizowana według radzieckiego etatu Nr 015/330-A lotniczego pułku łączności (ros. авиаполк связи) o stanie 139 żołnierzy, w tym 53 oficerów, 65 podoficerów i 21 szeregowców. Zgodnie z etatem, w pułku powinny znajdować się 32 samoloty Po-2.
Pułk stacjonował na lotnisku Chyża i posługiwał się numerem poczty polowej „19041”.
Pod koniec stycznia 1945 roku pułk został przebazowany na lotnisko Parzniew.
W lipcu 1945 roku jednostka została przeformowana na nowy etat i przemianowana na 17 Mieszany Pułk Lotniczy. W jej skład włączono żołnierzy i samoloty z rozformowanych pułków lotniczych – 12 sanitarnego i 13 transportowego. Stan etatowy pułku wzrósł do 317 żołnierzy.
W połowie września 1945 roku jednostka, stacjonująca wówczas na lotnisku Bielany, została przemianowana na 2 Mieszany Pułk Lotniczy.
W grudniu 1945 roku zamierzano przeformować pułk w eskadrę wyposażoną w 16 samolotów Po-2, lecz odstąpiono od tego zamiaru z uwagi na to, że jednostka nie byłaby zdolna do wykonania wszystkich nałożonych na nią zadań łącznikowych, pasażerskich i propagandowych.
W drugiej połowie stycznia 1946 roku pułk wchłonął samoloty i sprzęt z rozformowanej 3 Samodzielnej Eskadry  Lotnictwa Łącznikowego.
W 1946 roku pułk przebazował się na lotnisko Okęcie.
W marcu 1947 roku pułk został rozformowany.

## Dowódcy pułku
- ppłk Nikołaj Tarasow (1944-1946)
- mjr Michał Jakubik (1946-1947)